# Pleito del virrey extranjero
Il Pleito del virrey extranjero (processo del viceré straniero) costituì un conflitto giuridico di poteri tra i re della monarchia spagnola e le istituzioni del Regno d'Aragona, il cui inizio risale al 1482, quando  Ferdinando nominò viceré il Catalano Juan Ramon Folc IV  (1486-1513), conte di Prades, di Cardona e Pallars, che sembrò essere decisione illegale, dal momento che i Fueros de Aragón stabilivano che i funzionari reali dovevano essere cittadini del regno. Già in precedenza era stata sollevata la stessa questione per il luogotenente del regno, a seguito della nomina di suo nipote, fatta da  Pietro IV, il conte Pietro II di Urgell, nel 1366.
Molto dopo, l'allora  principe Filippo, durante il regno di  Carlo I, nominò un viceré straniero:  Diego Hurtado Mendoza, futuro principe di Melito nel 1553 o 1554, evento ancora una volta denunciato come illegale.
Nel 1588  Filippo II riconfermò un viceré castigliano, il  marchese di Almenara, che sostituì il Conte di Sástago. Questo fatto venne criticato dal Consiglio Generale del Regno d'Aragona invocando i Fueros de Aragón. Almenara venne attaccato e la sua casa fu data alle fiamme, e così tornò in Castiglia per informare il re. Filippo II nominò viceré Jaime Jimeno de Lobera (vescovo di Teruel). Il re allora decise di intentare una causa, nei tribunali aragonesi, per chiarire, una volta per tutte, se quella del Viceré era una prerogativa reale o meno, inviando a Saragozza il marchese di Almenara come suo rappresentante nella causa. A questa scelta si opposero le istituzioni aragonesi, che chiesero la questione fosse esaminata e risolta dalle Cortes d'Aragona Una delle ragioni per cui il re volle nominare un viceré che non fosse aragonese fu quella di poter arbitrare in modo più uniforme tra le fazioni nobili del regno, senza che re favorisse una contro l'altra.
Questa situazione, assieme alla Guerra di Ribagorza e al tentativo di perseguire  Antonio Pérez portò alle Alteraciones de Aragón nel 1591, dove il rappresentante reale nel processo, il marchese di Almenara, venne ucciso. Nel 1592, avendo il re sedato la rivolta, convocò le Cortes a Tarazona e finalmente ottenne il potere esplicito di nominare un viceré d'Aragona, concludendo così il problema giuridico del viceré estero, più di un secolo dopo l'inizio della questione.